# KOI-196 b
Kepler-41 b (KOI-196.1) — экзопланета, открытая в 2011 году у звезды Kepler-41 в созвездии Лебедя.
Экзопланета Kepler-41 b была открыта космическим телескопом Кеплер в 2011 году, с помощью метода транзитной фотометрии, основанного на наблюдениях за прохождением экзопланеты на фоне звезды.

## Родная звезда
Kepler-41 — звезда, которая находится в созвездии Лебедь на расстоянии около 2380 световых лет от нас. Вокруг звезды обращается, как минимум, одна планета. Звезда представляет собой жёлтый карлик, имеющий массу и радиус, равные 94 % и 96 % солнечных соответственно. Температура поверхности составляет около 5660 кельвинов. Возраст звезды астрономами оценивается приблизительно в 7,7 миллиардов лет.

## Статьи
- Kepler-41 b (англ.). Ames Research Center. Архивировано из оригинала 19 сентября 2015 года.
- Kepler-41b (англ.). NASA Exoplanet Archive.
- KOI-196 (англ.). Open Exoplanet Catalogue. Архивировано из оригинала 18 октября 2013 года.
- Exoplanet Kepler-41 b (англ.). Exoplanets Findthedata.
- Planet Kepler-41 b (англ.). Exoplanet.eu. Архивировано из оригинала 3 августа 2021 года.